# Falus
Falus je riječ za penis u erekciji, a riječ faličan se odnosi na nešto nalik falusu. Simbolično je falus u mnogim kulturama bio znak plodnosti.

## Drevne kulture
U staroj Grčkoj je falus bio simbol plodnosti. Za vrijeme svetkovina posvećenih Dionizu, bogu vina i kazališta, nosio se u ophodu, a bio je izrađen od smokvina drva. U Grčkoj i Italiji kult falusa se održao do kraja antike. Njegov su oblik imale i hamajlije. Grčki bog Hermes je isprva bio falični bog, s falusom i bradom, a poslije je postao mladić, zaštitnik trgovaca. Njegov sin Pan, bog-jarac, bio je prikazivan s erekcijom, a pravi falični bog bio je Prijap, poznat po freskama u Pompejima. Bio je zaštitnik vrtova i plašio je lopove. U Egiptu se falus povezuje s bogom plodnosti Minom, koji je bio mumificiran, ali mu se vidio falus, dok je na glavi nosio krunu Amona-Ra. Minov je simbol salata, jer su ju Egipćani smatrali afrodizijakom i faličnim simbolom, jer ima oblik klipa iz kojeg izlazi bijela tekućina. Također, Set je svom bratu Ozirisu odsjekao falus i bacio ga u Nil. Rimljani su nosili falične hamajlije protiv zlog oka. Nordijski bog Frey je bio bog ljubavi, a pronađeni su njegovi kipići s falusom.

## Arhitektura
Oblik falusa se primijenjuje i u arhitekturi. 2003. godine je održano natjecanje The World’s Most Phallic Building (Najfaličnija zgrada na svijetu). Naime, dotada se najfaličnijom zgradom smatrala Wiliamsburg Bank Building u Brooklynu, New York. Neki među nafaličnijim kandidatima su bili Florida State Capitol, Torre Agbar i vodeni toranj u Ypsilantiju. Vodeni toranj je pobijedio. Također, u Londonu postoji zgrada zvana “Kristalni falus” i “Londonski krastavac”. Popularni falični simboli su visoki tornjevi, neboderi takvog oblika i obli visoki dimnjaci kraj tvornica.

## Galerija
- Dimnjak tvornice
- Neboder Torre Agbar
- "Kristalni falus", London
- Bog Min